# Myrcidris epicharis
Myrcidris epicharis (лат.) — вид древесных муравьёв, единственный в составе рода Myrcidris из подсемейства Pseudomyrmecinae (Formicidae).

## Распространение
Южная Америка, Бразилия.

## Описание
Мелкие муравьи, длина менее 5 мм. Усики рабочих и самок 11-члениковые (у самцов состоят из 13 сегментов). Глаза относительно крупные. Нижнечелюстные щупики 5-члениковые, нижнегубные щупики состоят из 3 сегментов (формула 5,3). Тело узкое, ноги короткие. Голова самок вытянутая, прямоугольная с параллельными боками. Рабочие светло-коричневого цвета, самки и самцы тёмно-коричневые. Стебелёк между грудкой и брюшком состоит из двух узловидных члеников (петиоль и постпетиоль). Петиоль длиннее своей ширины и высоты с антеровентральным зубцом; постпетиоль шире своей длины.
Обитают в полостях живых деревьев и кустарников растений рода Myrcia (Миртовые), с которыми находятся во взаимовыгодных отношениях.

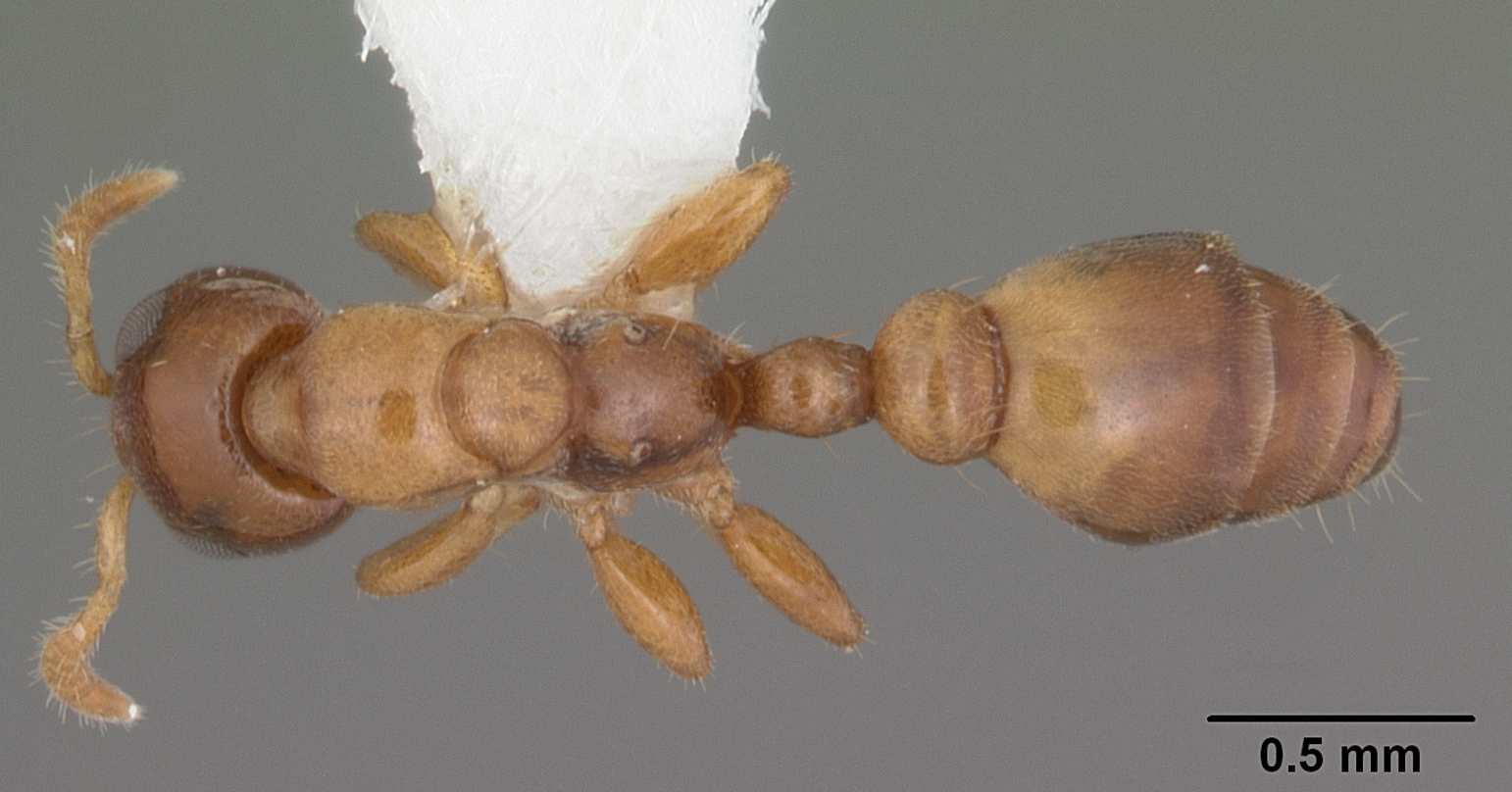
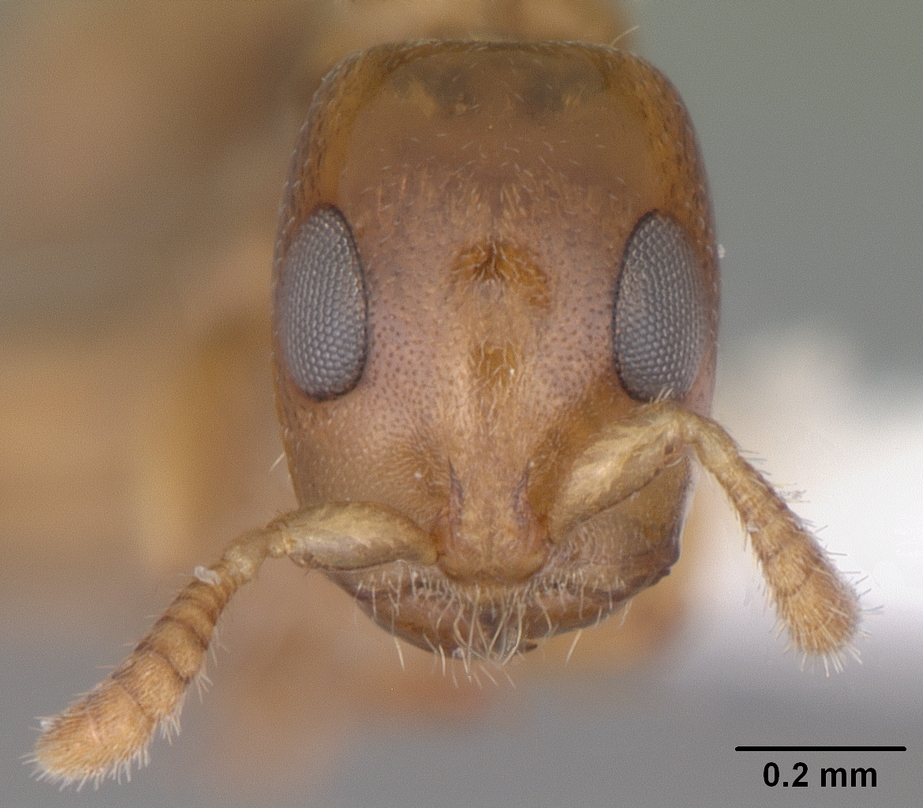

## Систематика
Вид был впервые описан в 1990 году американским мирмекологом Филипом Уардом (Philip S. Ward; Department of Entomology, University of California Davis, Калифорния, США). Близок к родам
Pseudomyrmex и Tetraponera, но у тех 12-члениковые усики у всех трёх каст: рабочих, самок и самцов (у Myrcidris 11, 11 и 13, соответственно).